# Санти, Пьеро (музыковед)
Пьеро Санти (итал. Piero Santi; 1923, Милан — 1 июля 2007, Милан) — итальянский музыковед
, музыкальный критик, редактор, дирижёр.
Специалист преимущественно по итальянской академической музыке XIX—XX веков, в том числе по творчеству Альфредо Казеллы и Ильдебрандо Пиццетти, музыке веризма, проблемам функционирования музыкального искусства в условиях фашистского режима. Соавтор монографии «История музыки» (итал. Storia della musica; 1999). Наиболее значительный труд Санти — справочник «Репертуар симфонической музыки: авторы и композиции от XVII до наших дней» (итал. Repertorio di musica sinfonica : gli autori, le composizioni dal Seicento a oggi; 1989, переиздание 2001). Подготовил также новое издание нескольких произведений Джузеппе Торелли.
В 1961—1967 гг. музыкальный критик газеты «Avanti!».
В 1967—1969 гг. художественный руководитель оперного театра «Пиккола Скала». Дирижировал также камерным оркестром Accademici di Milano, с которым записал несколько концертов Антонио Вивальди.
На протяжении многих лет работал редактором в издательстве Einaudi. Редактировал также однотомную «Новую энциклопедию музыки» (итал. La Nuova enciclopedia della musica; 1983) для издательства Garzanti.
Преподавал в консерваториях Флоренции, Турина, Милана. Входил в руководство Итальянского общества современной музыки.